# Afrikanska rotråttor
Afrikanska rotråttor (Tachyoryctes) är ett släkte i familjen mullvadsråttor.

## Systematik och utbredning
Beroende på auktoritet skiljs mellan upp till 13 arter. Ofta godkänns bara två arter i släktet.
- Tachyoryctes macrocephalus förekommer i Etiopien på högplatå och bergstrakter.
- Tachyoryctes splendens lever i flera från varandra skilda områden i östra Afrika. Utbredningsområdet sträcker sig från Etiopien söderut till Kenya, Uganda, Rwanda, Burundi, östra Kongo-Kinshasa och norra Tanzania.

Släktet listades tidigare som en medlem i underfamiljen Tachyoryctinae. Molekylärgenetiska undersökningar visade att Tachyoryctes är systergruppen till de egentliga bamburåttorna (Rhizomys) och släktet infogas därför i underfamiljen bamburåttor.

## Utseende
T. macrocephalus når en absolut kroppslängd av 31 cm och en vikt mellan 330 och 930 gram. T. splendens är med en kroppslängd (huvud och bål) av 16 till 26 cm och en svanslängd av 5 till 9,5 cm ungefär lika stor men med en vikt av 160 till 280 gram tydlig lättare. Svansen är bra täckt med hår. Pälsfärgen på ovansidan varierar mellan individerna. Vanliga färger är svart, brun, rödbrun, ljusgrå och kanel, det finns även albino. Ungarnas första päls är vanligen svart. Undersidan har ofta en silver skugga och är allmänt ljusare än ryggen. Afrikanska rotråttor påminner i kroppsbyggnaden om kindpåsråttor (Geomyidae) men de har inga kindpåsar.

## Ekologi
Dessa mullvadsråttor vistas i våta regioner, till exempel öppna gräsmarker, savanner, träskmarker och odlade områden. I bergstrakter når de 4 150 meter över havet.
Afrikanska rotråttor bygger komplexa tunnelsystem som består av en kammare med en utgång i närheten samt ett nät av andra gångar. Boet fodras med växtdelar och har separata ställen för födoförråd och avföring. Tunnelsystemets förgreningar kan vara omkring 50 meter långa och de ligger vanligen 15 till 30 cm under markytan (sällan en meter djup). Liksom hos mullvadar finns en hög vid varje utgång.
Födan utgörs främst av underjordiska växtdelar som rötter och rotfrukter men de kommer ibland upp för att hämta andra växtdelar. Det senare är mera vanlig hos arten T. splendens.
Individerna lever utanför parningstiden ensam och rotråttor i fångenskap var aggressiva mot varandra när de sätts i samma bur. De strider med uppställt huvud och öppen mun och biter varandra.
Honor parar sig vanligen två gånger per år och dräktigheten varar beroende på utbredningsområdet mellan 37 och 49 dagar. Per kull föds oftast en eller två ungar (ibland upp till fyra). Ungarna har vid födelsen en vikt av 15 till 25 gram och de får fyra till sex veckor di. De måste lämna honans bo efter cirka en månad och blir efter ungefär sex månader könsmogna. Livslängden i naturen går upp till lite över tre år.

## Status
Afrikanska rotråttor jagades tidigare intensiv av Afrikas ursprungsbefolkning. Idag bekämpas de när de vistas i odlade regioner. IUCN listar T. macrocephalus som starkt hotad (EN) och T. splendens som livskraftig (LC).